# Buchholz (Dortmund)
Buchholz ist ein Ortsteil von Dortmund. Er bildet den Unterbezirk 552 im Statistischen Bezirk Syburg, Stadtbezirk Hörde.
Bis Ende 1974 gehörte Buchholz zur Gemeinde Westhofen. Diese gehörte ab der Kreisbildung in der Provinz Westfalen zum Landkreis Dortmund. Am 1. April 1887 wechselte sie in den neu errichteten Kreis Hörde. Dieser wurde am 1. August 1929 aufgelöst. Westhofen kam mit Schwerte zum Landkreis Iserlohn. Am 1. Januar 1975 erfolgte die Eingemeindung des Hauptteils (6,71 km2 mit damals 5279 Einwohnern) nach Schwerte, das seitdem zum Kreis Unna gehört. Der Ortsteil Buchholz (1,70 km² mit damals 625 Einwohnern) wurde nach Dortmund umgegliedert. Dort wurde Buchholz dem Stadtbezirk Hörde zugewiesen.

## Bevölkerung
Zum 31. Dezember 2018 lebten 498 Einwohner in Buchholz.

### Bevölkerungsentwicklung
| Jahr      | 2003 | 2008 | 2010 | 2013 | 2018 |
| --------- | ---- | ---- | ---- | ---- | ---- |
| Einwohner | 536  | 542  | 542  | 532  | 498  |